# Geografie Argentiny

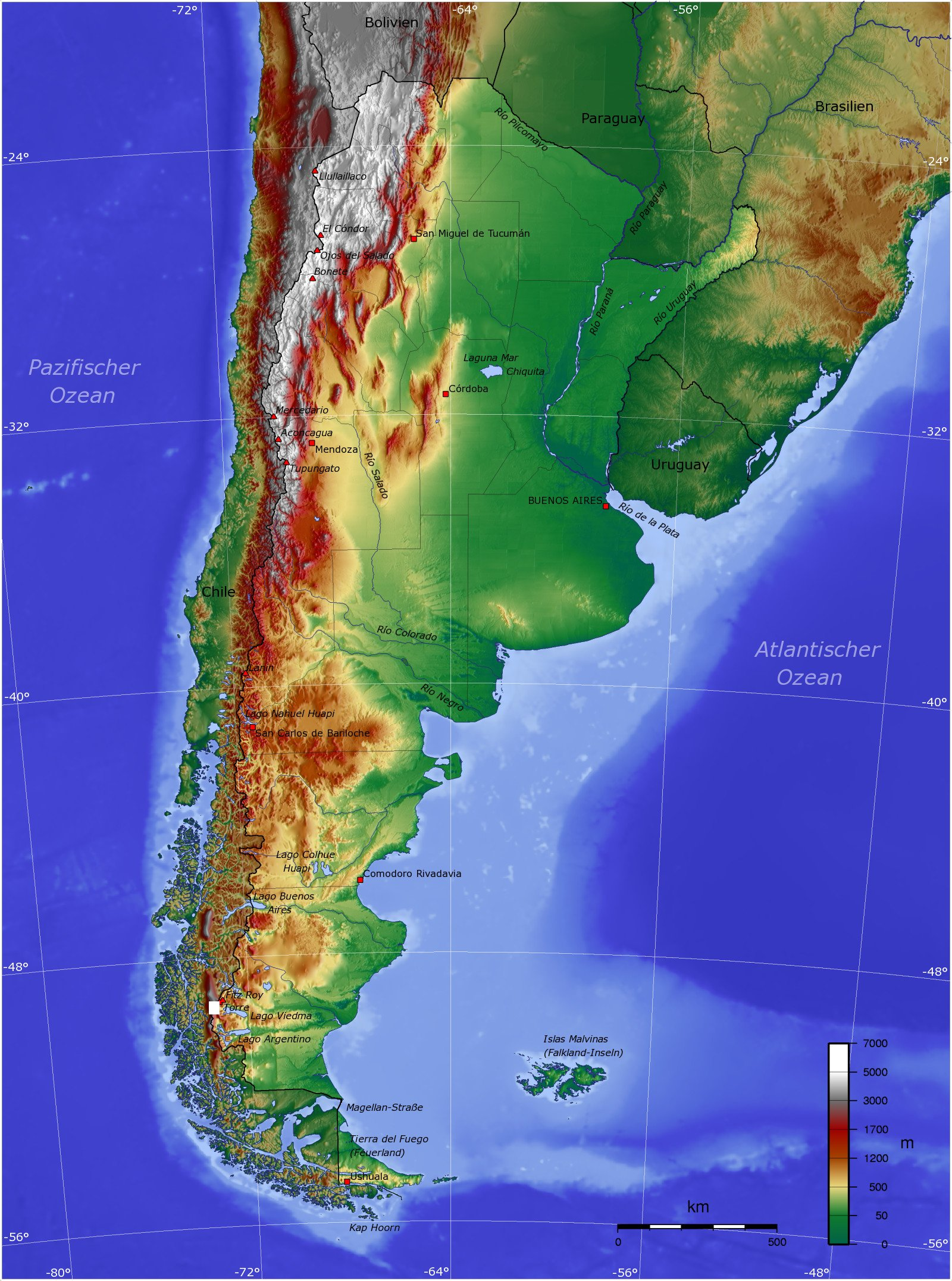
Topografie

Argentina se nachází v jižní části Jižní Ameriky, v regionu Cono Sur. Na západě je ohraničena Andami, na jihu a východě Atlantským oceánem. Sousedními zeměmi jsou Chile na západě, Bolívie a Paraguay na severu, Brazílie a Uruguay na severovýchodě.
Podle rozlohy je Argentina druhou největší zemí Jižní Ameriky (po Brazílii) a osmou největší zemí na světě. Její celková rozloha je přibližně 2 700 000 km². Argentina se nárokuje úsek Antarktidy (Argentinská Antarktida), ale souhlasila, že pozastaví nároky v regionu, když podepsala Antarktický smluvní systém. Argentina si také nárokuje několik ostrovů v jižním Atlantiku, které spravuje Spojené království.
S počtem obyvatel okolo 42,1 milionu byla Argentina v roce 2010 32. nejlidnatější zemí.
Na území Argentiny vyniká několik výrazně odlišných krajinných oblastí - západní pohraničí zabírají Andy s rozsáhlým předhůřím, které má charakter skalnaté pouště, na severní části jsou horké stepi, savany a lesy argentinské části oblasti Gran Chaco, jižně od ní se téměř na čtvrtině území Argentiny rozprostírá oblast pamp se subtropickým, suchým podnebím, dále nížinná, místy bažinatá, oblast mezi řekami Paraná a Uruguay, patří k hlavním zemědělským územím Argentiny, a konečně jižní část Argentiny, asi od 38° jižní šířky zabírá suchá Patagonie.

## Vysoké a známé vrchy

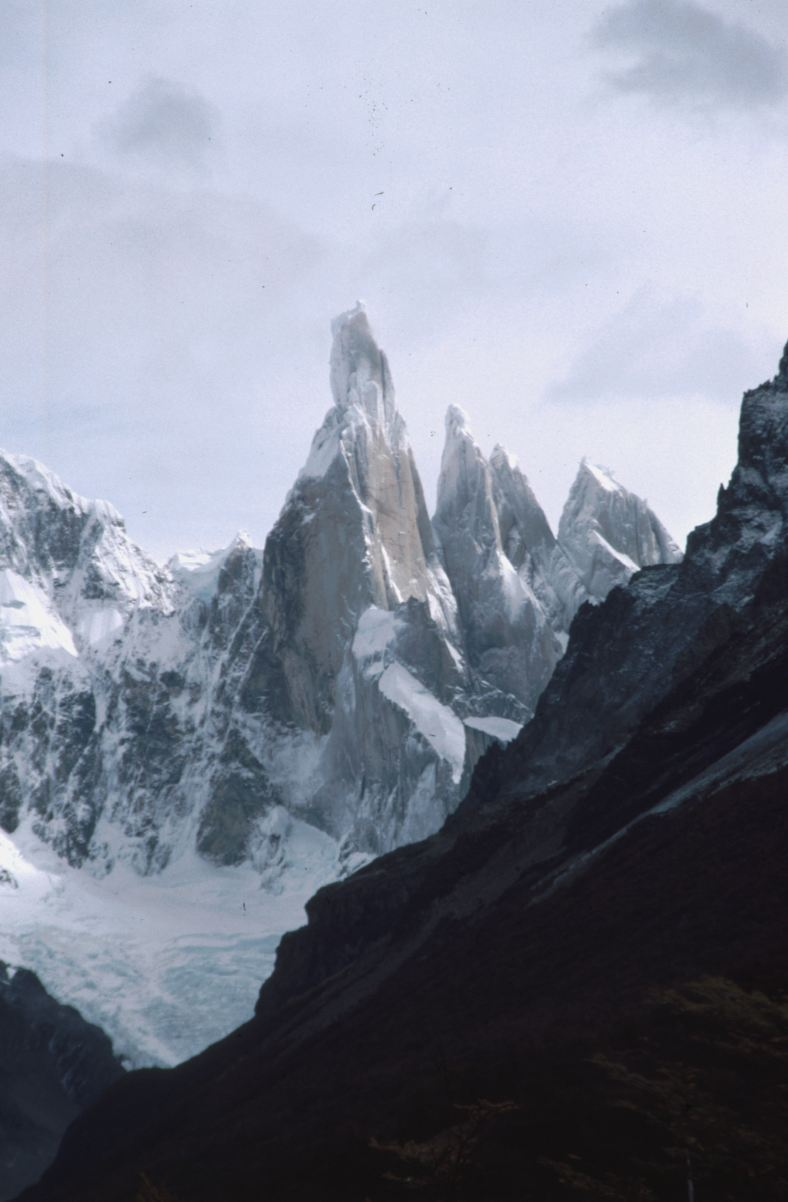
Cerro Torre

V argentinských Andách je velké množství vrchů s nadmořskou výškou nad 6000 m. Mezi nimi je i nejvyšší hora Ameriky, Aconcagua s výškou téměř 7000 m a nejvyšší sopka na zemi – Ojos del Salado s výškou téměř 6900 m. V následujícím seznamu jsou uvedeny všechny šestitisícovky a několik menších, ale známých vrchů.
| - Aconcagua, 6961 m - Bonete, 6759 m - Ojos del Salado, 6893 m - Tupungato, 6570 m - Monte Pissis, 6795 m - Mercedario,6720 m - Llullaillaco, 6739 m - El Libertador, 6380 m - Incahuasi, 6620 m - Galan, 5942 m - El Muerto, 6488 m - Nacimiento, 6436 m - Cerro El Toro, 6168 m - Tres Cruces Sur, 6748 m - Tortolas, 6160 m - El Cóndor, 6414 m | - Famatina, 6097 m - Solo, 6205 m - Polleras, 5993 m - Juncal, 5950 m - Negro, 6070 m - Quela, 6135 m - Palermo, 6120 m - San Juan, 6111 m - Sierra Nevada, 6103 m - Antofalla, 6440 m - Marmolejo, 6100 m - Maipo, 5264 m - Poincenot, 3002 m - Torre, 3133 m - Fitz Roy, 3375 m - Lanín, 3747 m |

## Významné řeky

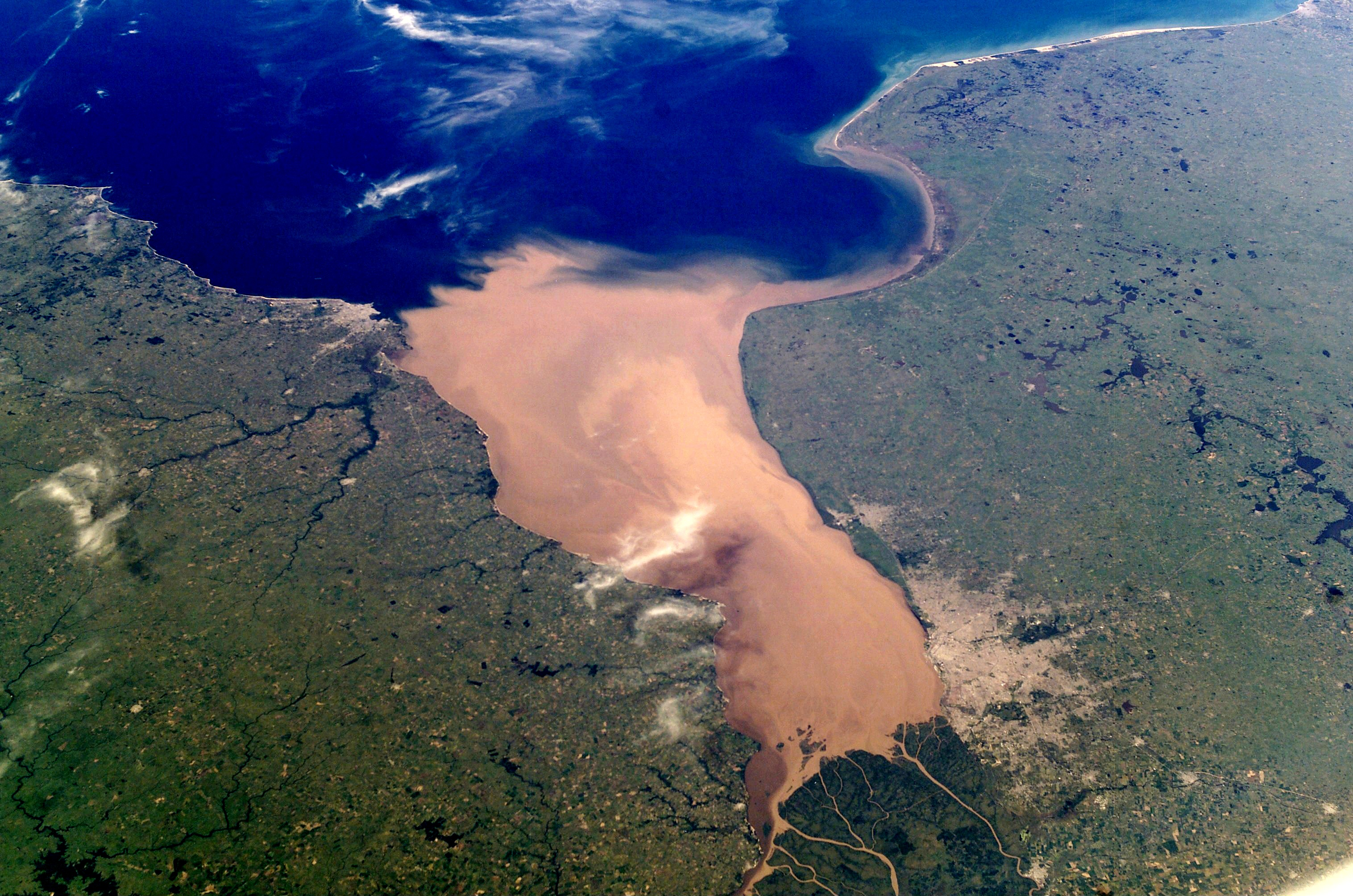
Río de la Plata s oblastí Buenos Aires napravo

V argentinské hydrologii dominují přítoky Río de la Plata. Její povodí zaujímá asi 5 200 000 km². Asi třetina z toho leží v Argentině, zbytek v Bolívii, Brazílii, Paraguayi a Uruguayi. Přítoky řeky Rio de la Plata jsou Paraná a Uruguay.
- La Plata (Río de la Plata, vyústění řek Paraná a Uruguay do Atlantiku)
- Paraguay, 2549 km, 4300 m³/s (vlévá se do Paraná)
- Salado, 2000 km, 15 m³/s (vlévá se do Paraná)
- Paraná, 3940 km 16806 m³/s (vlévá se do Río de la Plata)
- Bermejo, 1600 km, 14 m³/s
- Uruguay, 1100 km, 5026 m³/s (vlévá se do Río de la Plata)
- Colorado, 860 km, 134 m³/s (vlévá se do Atlantiku)
- Pilcomayo, 850 km, 152 m³/s (vlévá se do řeky Paraguay)
- Chubut, 810 km, 48 m³/s (vlévá se do Atlantiku)
- Salado, 700 km, 88 m³/s (vlévá se do Atlantiku)
- Rio Negro, 635 km, 865 m³/s (vlévá se do Atlantiku)
- San Juan, 500 km, 56 m³/s
- Mendoza, 400 km, 50 m³/s

## Velká jezera

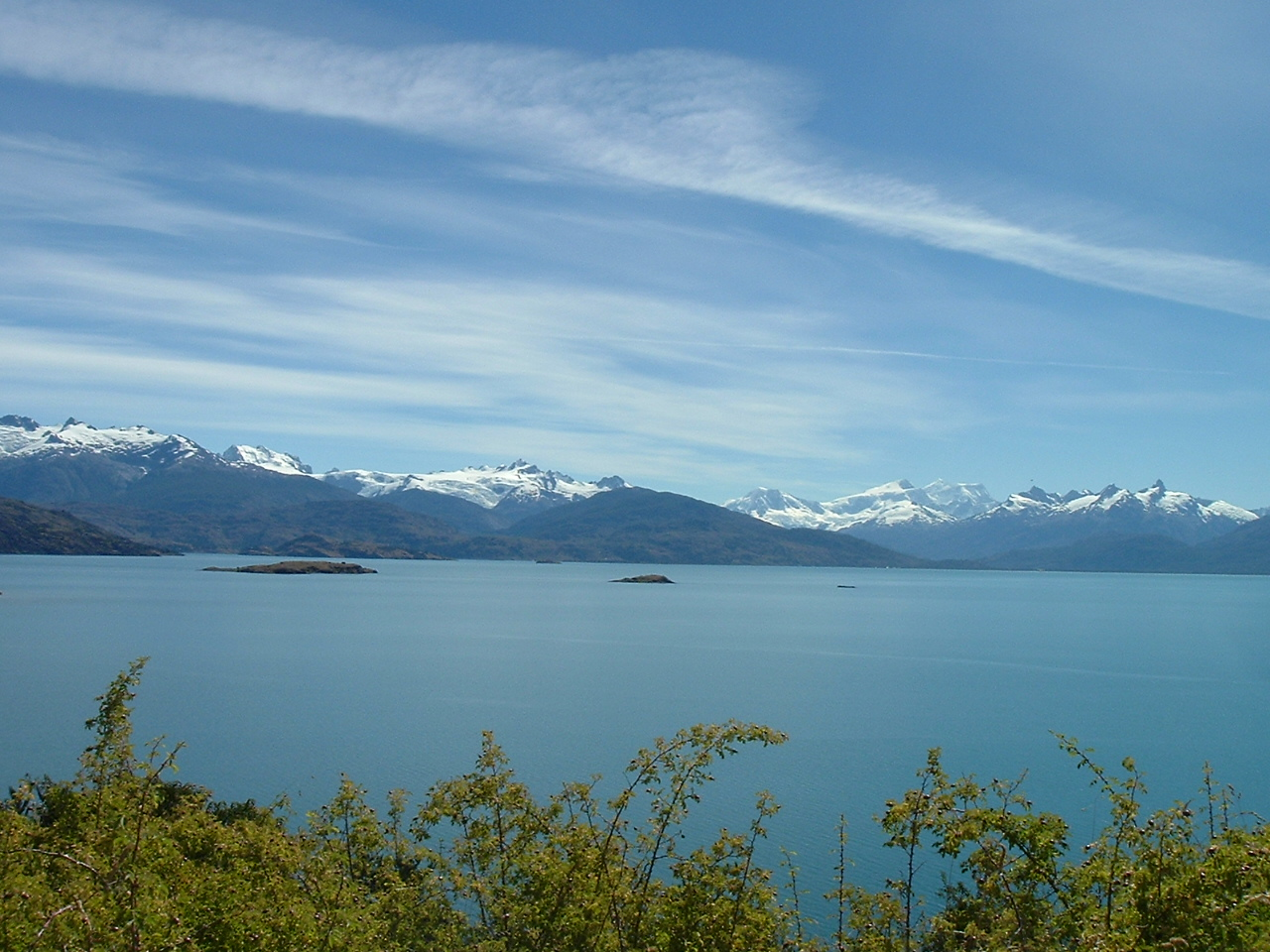
Buenos Aires / General Carrera

Nejvýznamnějším je jezero Mar Chiquita v provincii Córdoba i jezera Lago Argentino a Lago Viedma obě ležící v Přírodní rezervaci Los Glaciares, které jsou v Seznamu světového dědictví UNESCO. Nachází se zde i ledovec Perito Moreno.
- Mar Chiquita, 5770 km² (velikost kolísá)
- Lago Argentino, 1415 km²
- Lago Viedma, 1088 km²
- Lago Buenos Aires, 881 km² (argentinská část, celá plocha: 2 240 km²)
- Colhué Huapi, 803 km²
- Nahuel Huapi, 550 km²

## Ostrovy

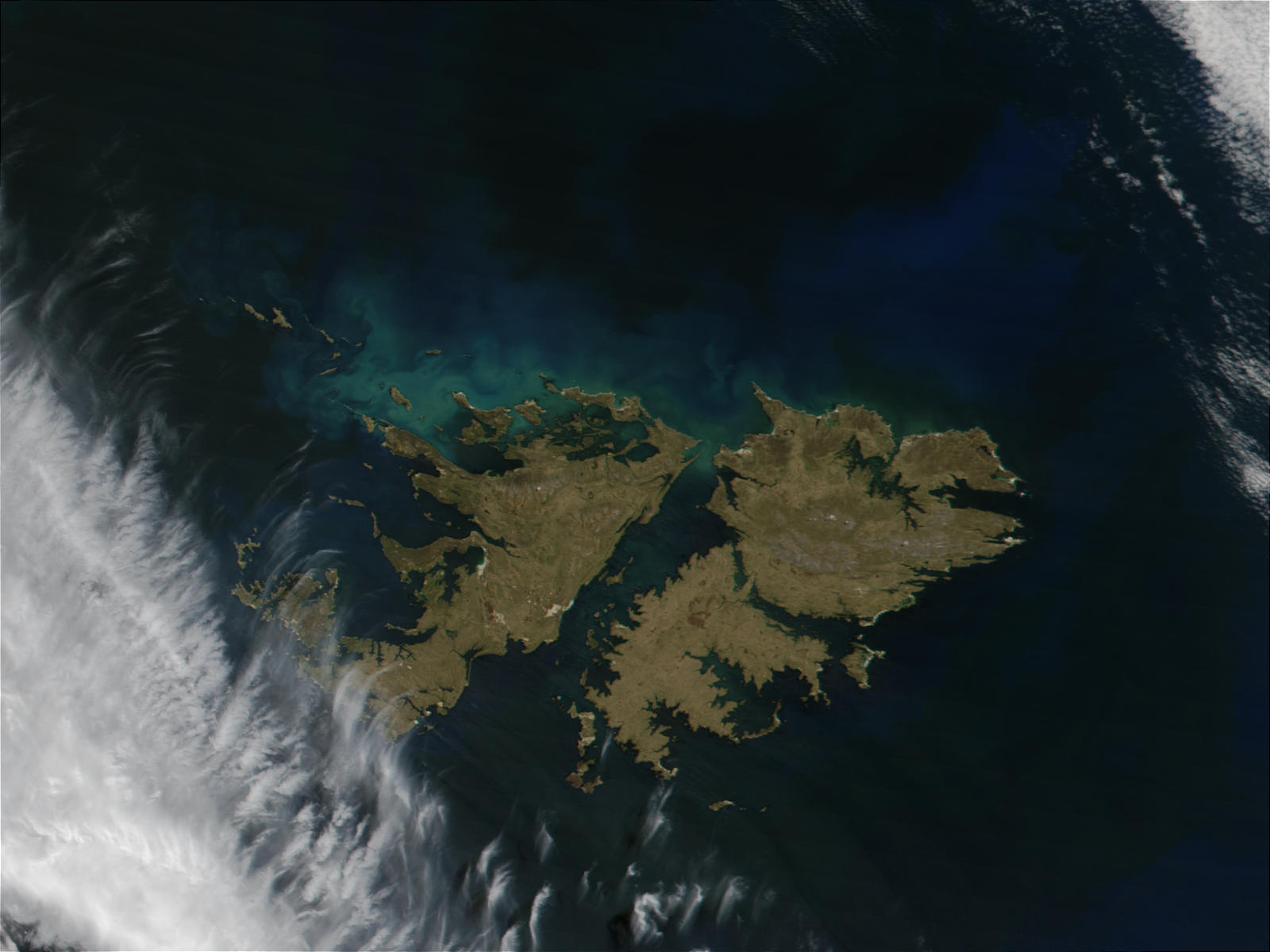
Falklandy

Největším ostrovem je Ohňová země, o který se Argentina (provincie Tierra del Fuego) dělí s Chile. Kromě toho významné jsou Falklandy, které si Argentina nárokuje, ale jsou pod britskou správou. Obsazení ostrovů Argentinou 2. dubna 1982 iniciovalo Falklandskou válku, která trvala až do 14. června 1982 a skončila prohrou Argentiny.
- Ohňová země (argentinská část ostrova): 21 051 km²
- Malvíny (Falklandy) (Argentina si nárokuje od Spojeného království: Isla Soledad 6353 km² a Gran Malvina 4378 km²)
- Jižní Georgie a Jižní Sandwichovy ostrovy (Argentina si nárokuje od Spojeného královstvé): San Pedro (Jižní Georgie, 3528 km²), Jorge (Jižní Sandwichovy ostrovy, 110 km²), Blanco (Jižní Sandwichovy ostrovy, 46 km²), Saunders (Jižní Sandwichovy ostrovy, 40 km²)
- Ostrov Stavů: 520 km²
- Jižní Orkneje (Argentina si nárokuje ake spadají pod Antarktickou dohodu): Coronacion (457 km²) a Laurie (86 km²)
- Trinidad (provincie Buenos Aires): 207 km²
- Bermejo (provincie Buenos Aires): 20 km²

## Klimatické poměry
Na území Argentiny se nacházejí téměř všechna klimatická pásma. Od tropického na krajním severovýchodě a subtropického na zbytku severu, přes rozsáhlá mírná klimatická pásma až po chladné na jihu a v oblasti And.
Na severozápadě Argentiny je v oblasti And suché pásmo s jedním krátkým obdobím dešťů v létě. Zde se také nachází vysokohorská poušť Puna, jejíž západní část patří k oblastem s nejmenším množstvím srážek na světě, dále neúrodná step Monte na úpatí And v provinciích Mendoza, San Juan a La Rioja. Výjimkou jsou subtropické lesy v provinciích Tucumán, Salta a Jujuy, v létě extrémně vlhké, v zimě ale relativně suché. Gran Chaco na centrálním severu je sice o něco vlhčí, ale vodní srážky se zde koncentrují také pouze na léto. Severovýchod jakož i region pamp je celý rok mnohem vlhčí, přičemž nejvyšší množství srážek v subtropickém deštném lese spadne v provincii Misiones.
Na jihu (Patagonie) naopak: na západě v oblasti And je podnebí stále mírné a vlhké a na východě patagonské výčnělku chladné a suché. Tento region ovlivňuje pravidelný jihozápadní vítr, nazývaný Pampero.
Zcela odlišné je podnebí v Ohňové zemi, kde teplotní rozdíly mezi létem a zimou jsou nepatrné. Podnebí je tam chladné s relativně vysokým množstvím srážek.

## Flora a fauna
Zalesněných je asi dvanáct procent území země. Navíc velmi rozdílná klimatická pásma Argentiny samozřejmě mají velký vliv na rozmanitost rostlinného a živočišného světa.

### Flóra

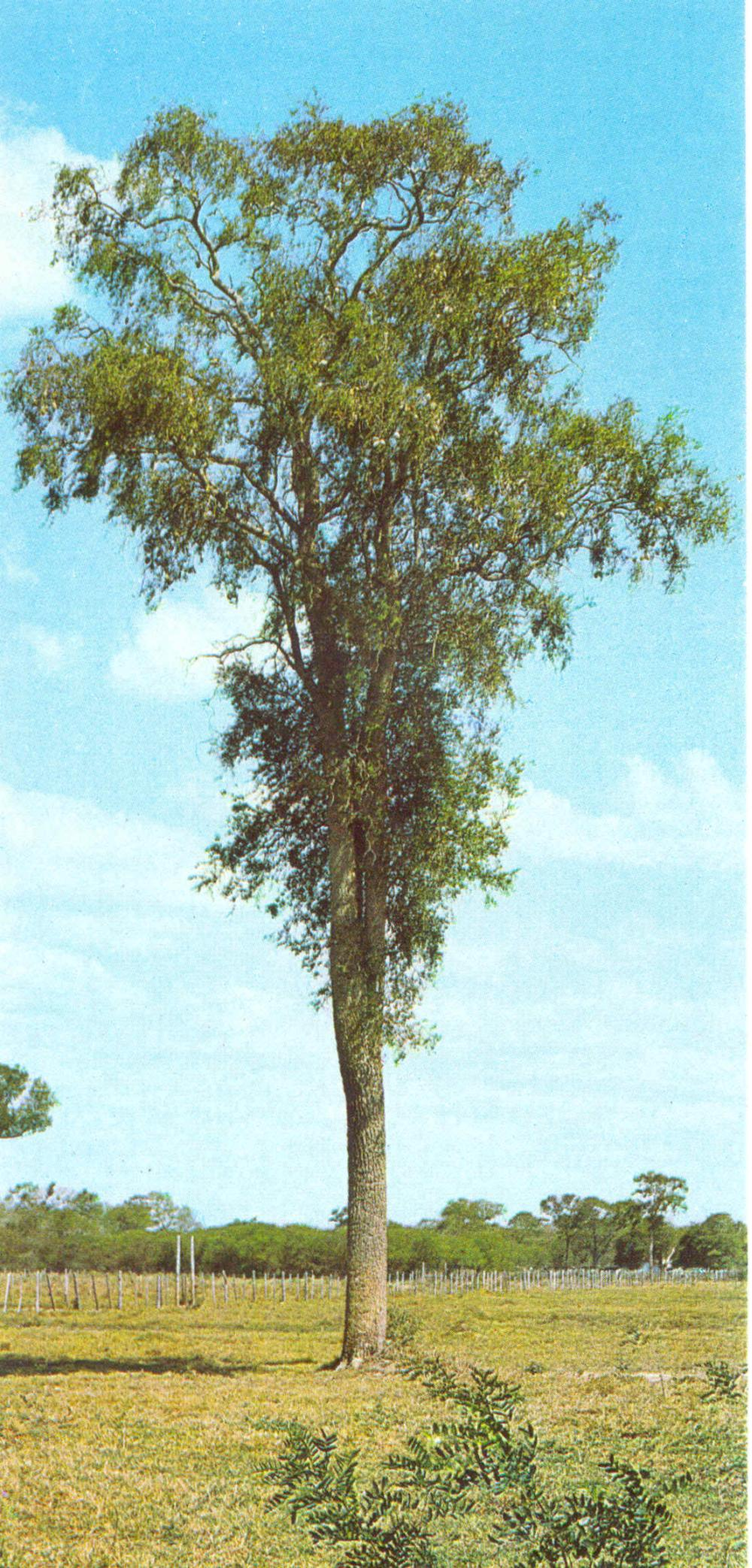
Strom qebracho

V teplých a vlhkých tropických a subtropických deštných lesích na severu rostou tropické rostliny, jako růžové stromy (Dalbergia), guajakové stromy (Guaiacum officinale), palisandr (Jacaranda mimosifolia) a stromy Quebracho (Schinopsis lorentzii), z nichž se získává tanin (tříslovina pro koželužství) a také palmy.
Gran Chaco má suchomilné křovinaté stepi s porosty dřevin algarrobo (hlavně Prosopis alba a Prosopis nigra) a v menší míře se zde vyskytuje také Quebracho.
Pampy jsou porostlé rozsáhlými travními porosty s trávami rodů Setaria, Bromus, Stipa, Eragrostis a menšími oblastmi výskytu křovinatých dřevin, jako jsou např. akácie (Acacia). Na základě velmi jemných, kvalitních půd jsou pampy zemědělsky využívané pro pěstování téměř všech druhů obilovin a původní rostlinstvo je vytlačováno.
Patagonie leží už ve stínu And. Je to neúrodná a nejrozsáhlejší oblast bez stromů. Zde dominují jako v pampě také trávy (zejména Festuca, Stipa, Poa, Trisetum a rod Agropyrum), rostlinstvo je ale přizpůsobeno podstatně sušším podmínkám. Rostou zde různé suchomilné křovinaté porosty. Půda je kamenitá, nevhodná k orbě, proto jsou travnaté pláně využívány jako pastviny.
V předhůří And a na Ohňové zemi se nacházejí rozsáhlé Jehličnaté porosty se smrky (rod Picea), cypřiši (Cypressus), borovice mi (Pinus), cedry (Cedrus) a jiné. Blízko chilské hranice roste pabuk (Nothofagus). Hranice vegetace leží přibližně ve výšce 3 500 m. V suchých, severních vyšších polohách And se nachází suchá vyprahlá polopoušť porostlá různými druhy kaktusůů(Cactaceae) a trnitých křovin. Květ stromu ceibos je národním květem a symbolem země.

### Fauna
Na tropickém severu je živočišný svět nejrozmanitější. Nacházejí se zde různé druhy opic, jaguár (Panthera onca')', puma americká (Panthera concolor), ocelot (Leopardus pardalis), mravenečník, pekari páskovaný (Tayassu tajacu), kapybara (Hydrochoeris hydrochoeris), také tapír (Tapirus terrestris) a různí plazi jako hadi a aligátoři, např. kajman brýlový (Caiman crocodilus). Z opeřenců se tam nacházejí kolibříci, plameňák karibský a papoušci. V řekách je kromě mnoha druhů ryb možné nalézt také piraně.
Pobřežní vody Argentiny jsou bohaté na ryby. Zejména sardinky, makrely, dále jsou tu delfíni a množství jiných živočichů.

## Národní parky
Síť parků je v Argentině tvořena asi 30 národními parky.

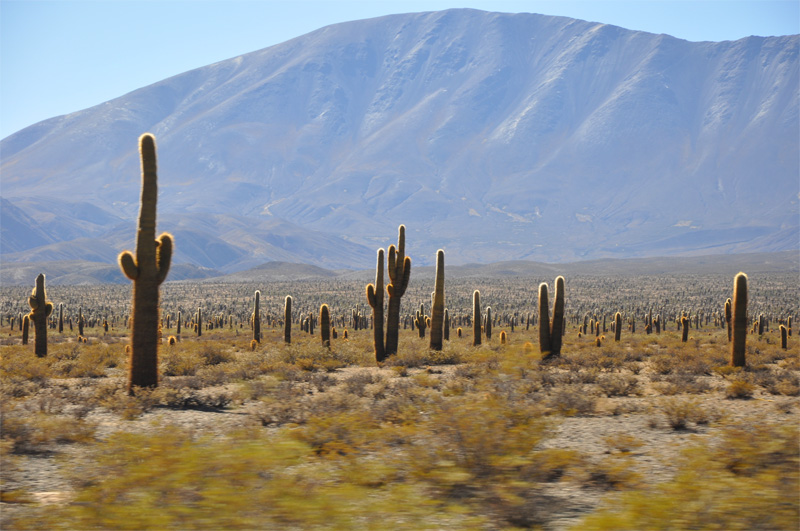
park Los Cardones
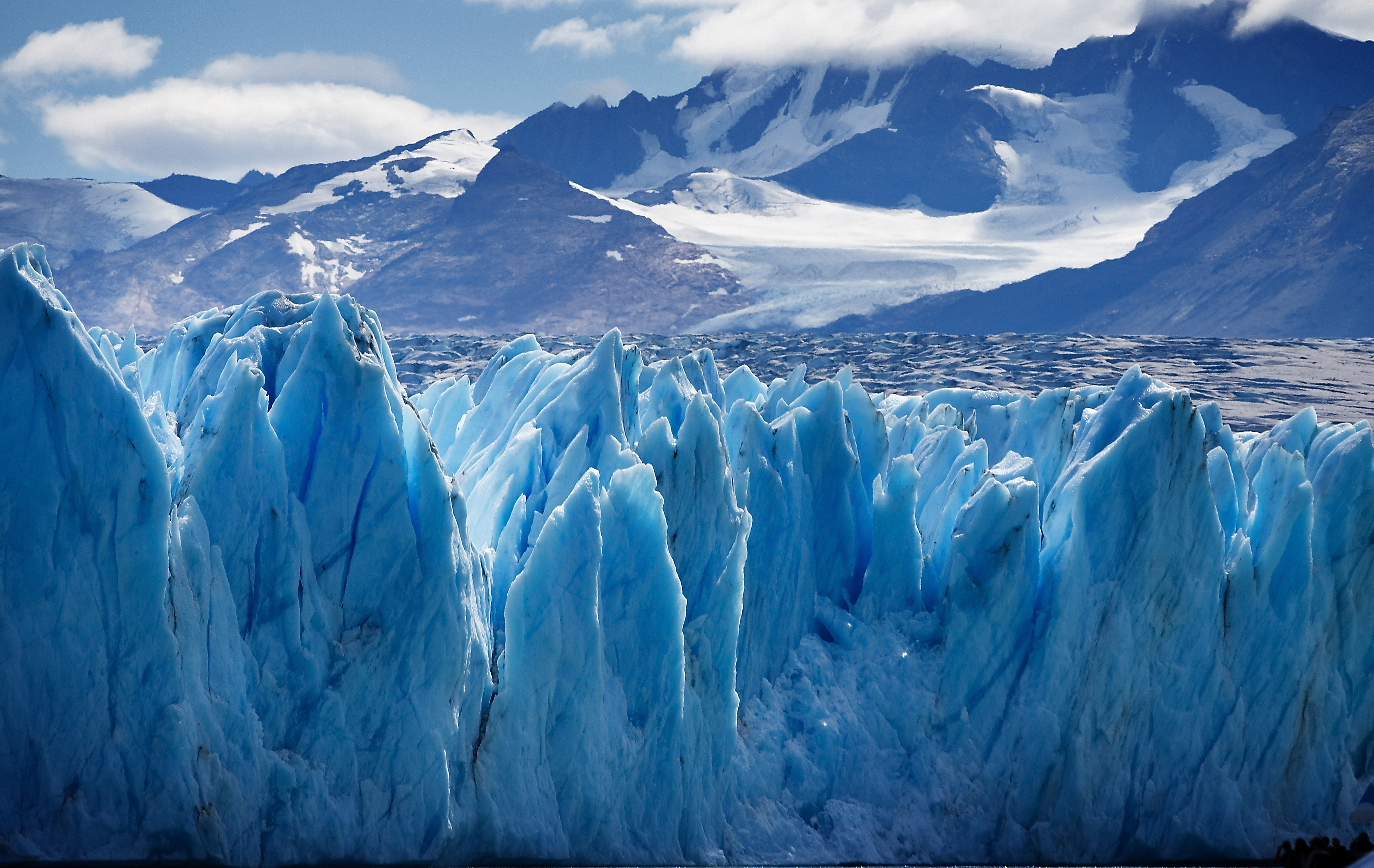
park Los Glaciares
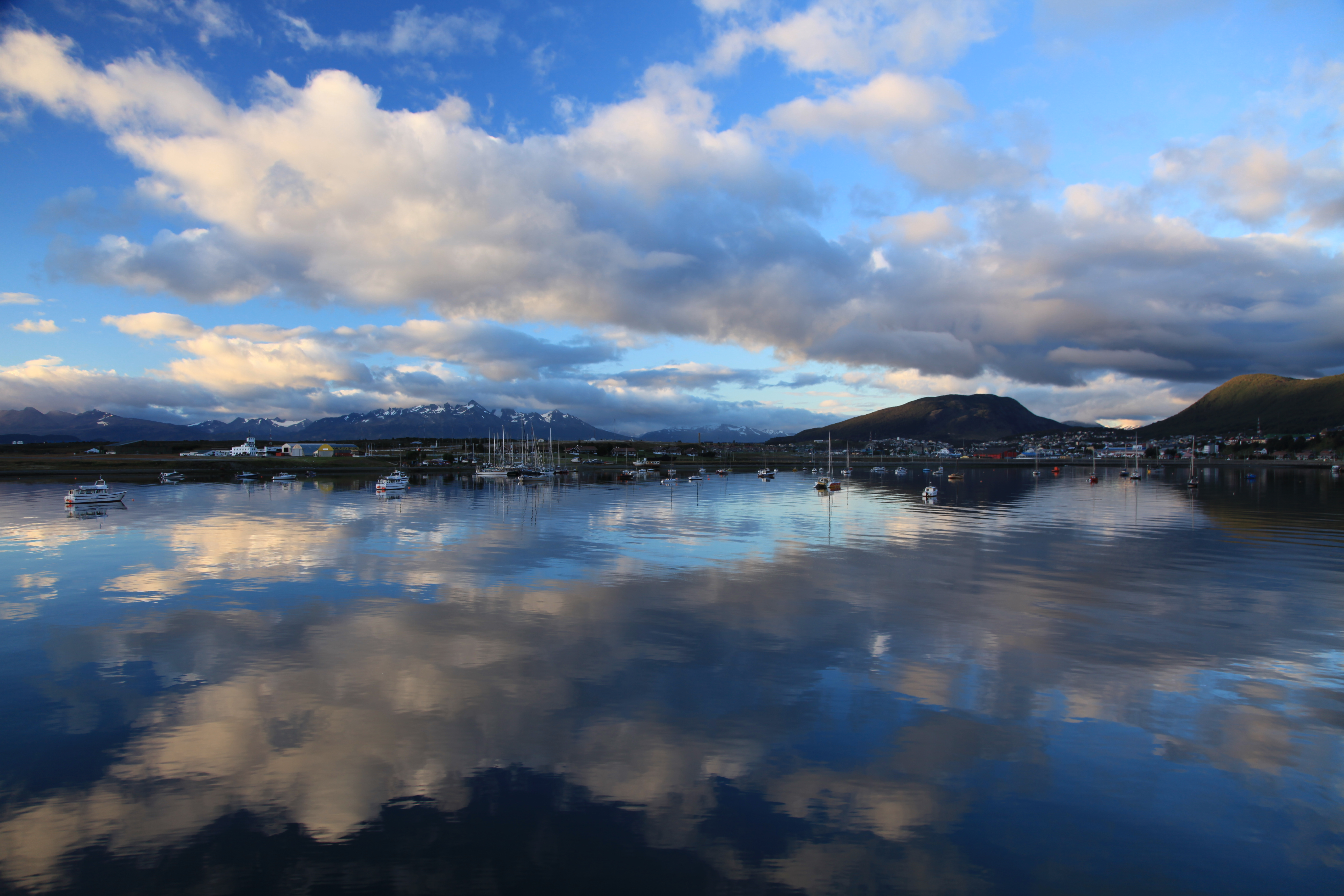
park Tierra del Fuego
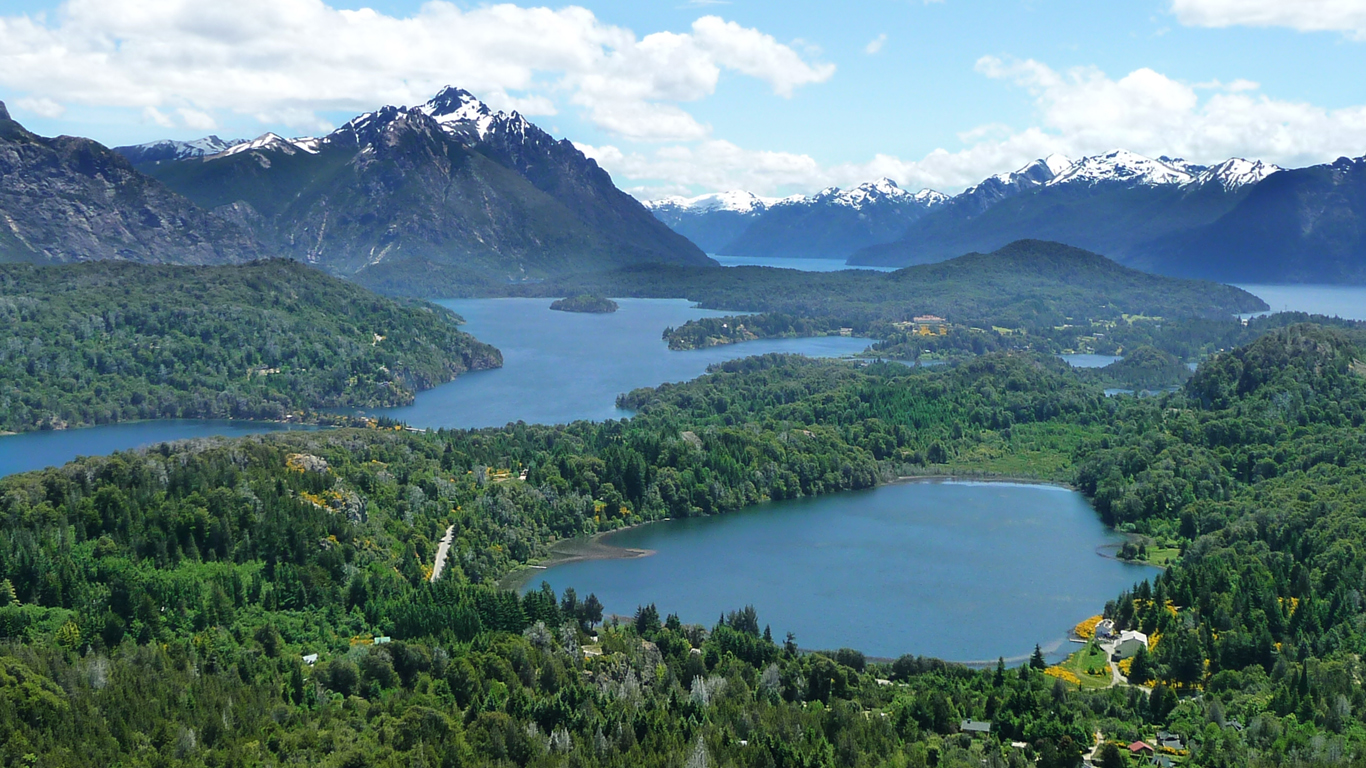
park Nahuel Huapi
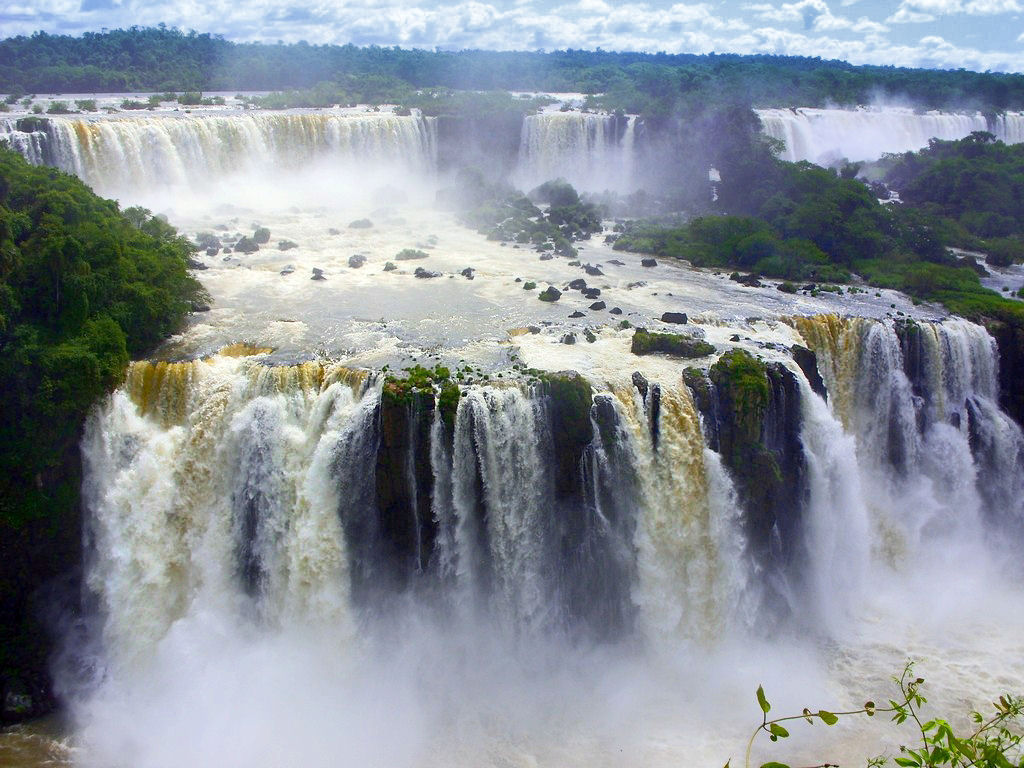
Národní park Iguazú
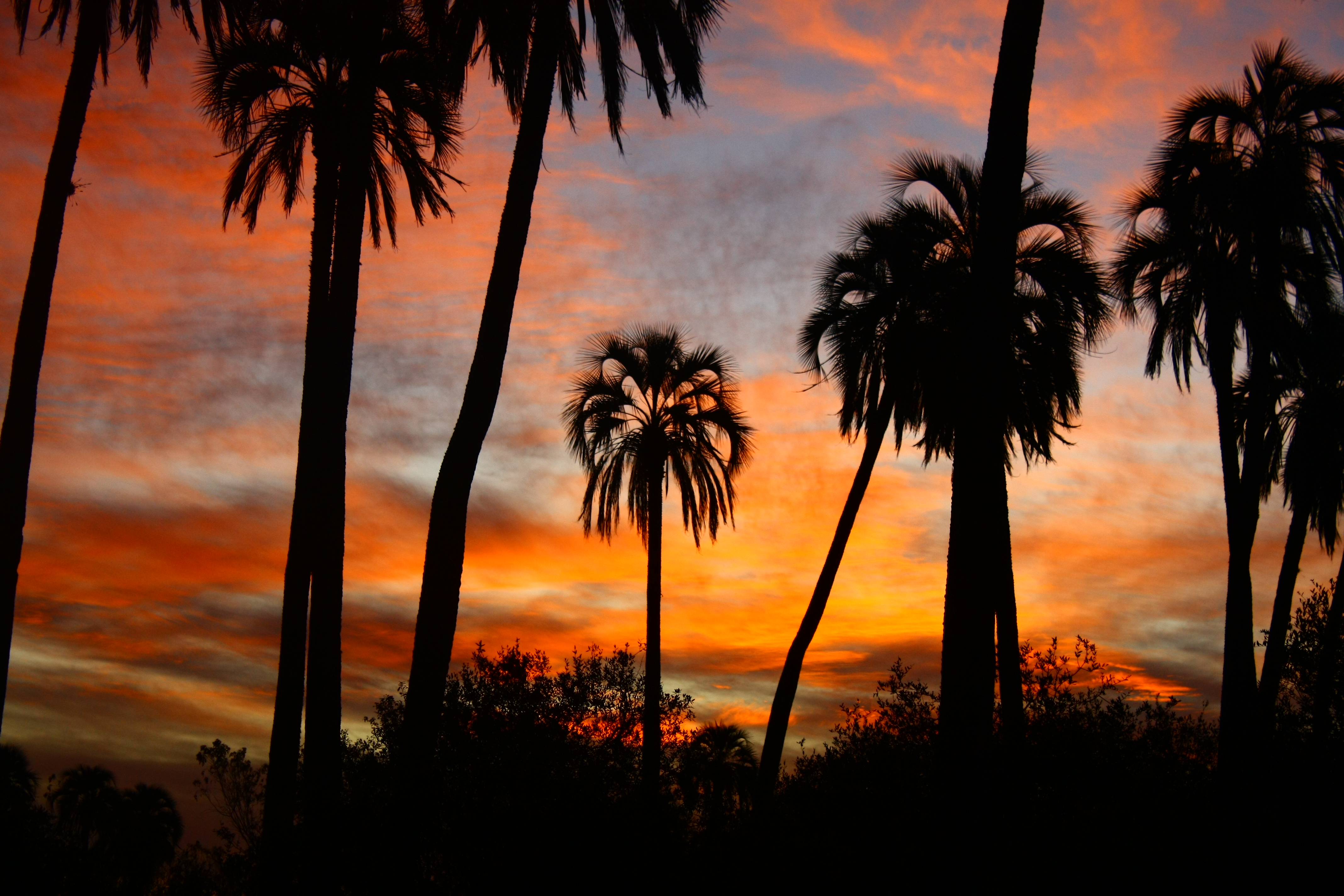
park El Palmar
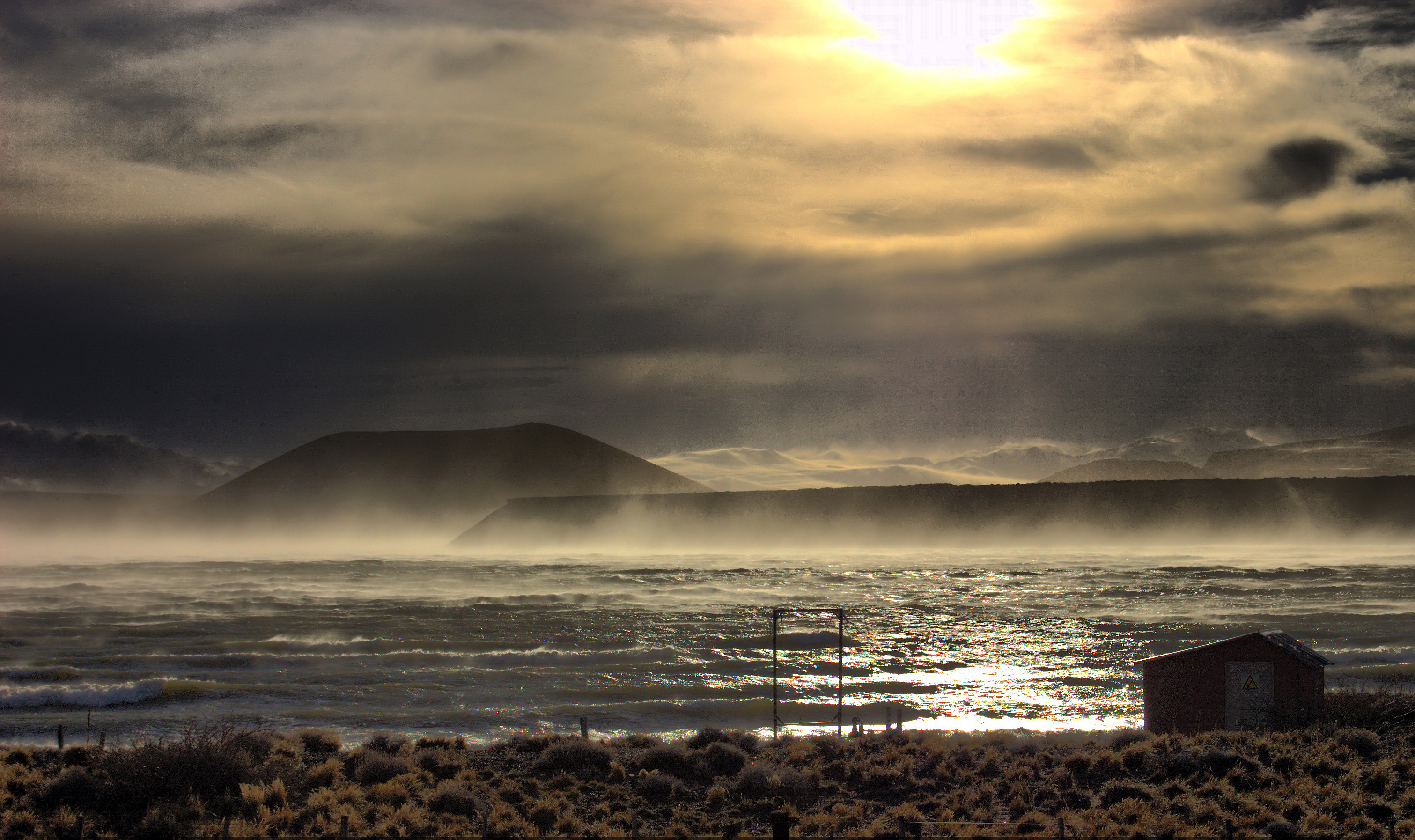
park Laguna Blanca